# Dicyma funiculosa
Dicyma funiculosa är en svampart som beskrevs av Guarro & Calvo 1983. Dicyma funiculosa ingår i släktet Dicyma och familjen kolkärnsvampar.   Inga underarter finns listade i Catalogue of Life.